# Balena amb bec de Blainville
La balena amb bec o zífid de Blainville (Mesoplodon densirostris), també conegut com a zifi de Blainville i balena de Blainville, és un rar representant de la família dels zífids que a les costes catalanes es pot considerar absolutament excepcional.
El seu cos té la silueta típica dels zífids, però es distingeix de la resta per una prominència òssia característica que apareix a la regió mitjana de la mandíbula. Com els altres zífids, només té un parell de dents, situat sobre la prominència mandibular i que només arriba a aflorar en els mascles adults. La longitud corporal dels individus adults és d'uns 5,5 m en els mascles i uns 4,7 m en les femelles.

## Distribució,hàbitati situació de l'espècie
D'entre totes les espècies del gènere Mesoplodon, aquesta és la que té la distribució geogràfica més ampla. Es troba a les aigües càlides i tropicals de pràcticament tots els oceans, però sempre en densitats molt baixes. A l'Atlàntic Nord-oriental, el zífid de Blainville ha estat citat a Ibèria, Madeira i les Illes Canàries. A la Mediterrània, la seva presència només ha estat enregistrada en una ocasió, quan una femella de 4,2 m va avarar a la platja d'Alcossebre (Baix Maestrat, País Valencià) el febrer de 1980. La morfologia externa i l'osteologia de l'exemplar foren descrits amb detall per Casinos i Filella.

## Biologia, ecologia i comportament
Atesa la seva raresa en pràcticament tot l'àmbit de la seva distribució, la biologia i el comportament de l'espècie són pràcticament desconeguts. Com la resta de zífids, la seva alimentació es basa primordialment en cefalòpodes, encara que ocasionalment pot recórrer també a diverses espècies de peixos quan aquells manquen. La talla de naixement es creu que és d'uns 2-2,5 m, i sembla que la maduresa sexual s'assoleix quan es té una llargada de prop dels 3,5-4 m.

## Gestió i conservació
El zífid de Blainville està protegit pel Conveni de Berna (annex III) i es troba catalogat dintre de l'apèndix II del CITES. La seva excepcionalitat a la Mediterrània l'exclou de patir problemes d'interacció amb les activitats pesqueres o amb els desenvolupaments del litoral. Els nivells de contaminants organoclorats detectats a l'exemplar d'Alcossebre foren relativament baixos en comparació als habituals en altres espècies d'odontocets